# بيتر ماكونيل (لاعب كرة قدم)
بيتر ماكونيل (بالإنجليزية: Peter McConnell)‏ هو لاعب كرة قدم بريطاني في مركز نصف الجناح، ولد في 3 مارس 1937 في Reddish ‏ في المملكة المتحدة، وتوفي في 28 يوليو 2019. لعب مع برادفورد سيتي وليدز يونايتد ونادي كارلايل يونايتد.